# Burning Desire
Burning Desire je píseň americké zpěvačky a skladatelky Lany Del Rey. Byla vydána dne 19. března 2013, jako druhý propagační singl z jejího třetího EP Paradise. Napsala ji Lana Del Rey společně s Justinem Parkerem a produkce se ujal Emile Haynie. Vyšla pod vydavatelstvím Interscope a Polydor. Skladba je dlouhá 3 minuty a 51 sekund a nachází se na EP pouze jako bonusová píseň na iTunes. Lana dělala tvář novému automobilu Jaguar F-Type, k jehož reklamě píseň věnovala.

## Hudební video
Videoklip k propagačnímu singlu byl natočen Anthony Shurmerem a byl vydán na Valentýna roku 2013. Bylo natočeno v Londýně a zachycuje Lanu jak zpívá na mikrofon a střídavě se objevují záběry auta Jaguar F-Type.

## Hudební příčky
| Žebříček (2013)                              | Nejvyšší umístění |
| -------------------------------------------- | ----------------- |
| Spojené království (Official Charts Company) | 172               |